# Document 12-571-3570
Document 12-571-3570 (også kaldet NASA No. 12 571-3570) er et fiktivt dokument, oprindeligt lagt ud på Usenet 28. november 1989. Ifølge dette dokument, skulle astronauter, om bord på rumfærge mission STS-75, have udført forskellige former for sex, for at fastslå hvilke samlejestillinger, der er mest effektive i rummet. 
Eftersom den rigtige STS-75-mission først blev gennemført i 1996, altså 7 år efter dokumentet blev udgivet, er det tydeligvis fiktion. Dokumentets beskrivelse af heteroseksuel sex er også bevis på, at dokumentet er fiktivt, da der ikke deltog kvinder i missionen. Alligevel er mange mennesker blevet snydt af dokumentet, og NASA har flere gange måtte benægte det. I marts 2000 kaldte Nasas mediedirektør, Brian Welch, dokumentet for en "ret velkendt vandrehistorie". 